# Archidendron brevipes
Archidendron brevipes är en ärtväxtart som först beskrevs av Karl Moritz Schumann, och fick sitt nu gällande namn av Jeanine Dewit. Archidendron brevipes ingår i släktet Archidendron och familjen ärtväxter. Inga underarter finns listade i Catalogue of Life.